# スタッド・フランセ・パリ (サッカー)
スタッド・フランセ（Stade français）は、フランス・パリ郊外ヴォークレッソンの総合スポーツクラブ、スタッド・フランセのサッカー部門である。
クラブは1883年に創設され、サッカー部門は1900年に作られた。過去には国内トップディビジョンであるディヴィジョン・アンに15シーズン（1946-47から1950-51、1952-53から1953-54、1959-60から1966-67）所属した。
クープ・ドゥ・フランスでは準決勝進出が5回（1926、1928、1946、1949、1965）ある。
1964-65シーズンと1965-66シーズンにはインターシティーズ・フェアーズカップに出場した。

## タイトル

### 国内タイトル
- リーグ・ドゥ（ディヴィジョン・ドゥ）：1回

1951-1952

### 国際タイトル
なし

## 歴代所属選手
- ラルビ・ベンバレク 1934-1948, 1953-1954
- マルセル・ドミンゴ 1945-1948
- ニエルシュ・イシュトヴァーン 1946-1948